# Калтамы
Калтамы — река в Таймырском Долгано-Ненецком районе Красноярского края России, левый приток реки Аян (бассейн Хеты).

## Общая информация
Длина реки — 68 км, площадь водосборного бассейна — 2870 км². Река берет начало в центральной части плато Путорана, образуясь слиянием рек Дялтуни и Калтамы-Неракачи на высоте 786 м над уровнем моря. 
Течёт в узком и крутом ущелье в восточном направлении. Впадает в Аян в 116 км от его устья.. Течение не сильно извилистое, встречаются осерёдки. Питание снеговое и дождевое. В бассейне находятся довольно крупные озёра: Богатырь, Нёралак и Негу-Икэн. 
Ширина реки недалеко от устья — 50 м, максимальная ширина (90 м) — близ впадения ручья Лабазный.. Скорость течения — 1,2 м/сек.

### Притоки
От устья к истоку:
- 10 км: река без названия
- 14 км: река Чопко
- 20 км: река Онкой-Ачин
- 31 км: река Негу-Икон
- 46 км: река Богатырь-Хуолу
- 54 км: река без названия
- 62 км: река без названия
- 64 км: река без названия
- 68 км: река Дялтуни
- 68 км: река Калтамы-Неракачи

## Данные водного реестра
По данным государственного водного реестра России и геоинформационной системы водохозяйственного районирования территории РФ, подготовленной Федеральным агентством водных ресурсов:
- Бассейновый округ — Енисейский
- Речной бассейн — Хатанга
- Речной подбассейн — Хета
- Водохозяйственный участок — Хета
- Код водного объекта — 17040100112117600020707